# عسگر تپه سی
عسگر تپه سی مربوط به هزاهر ۴ و ۵ قبل از میلاد است و در شهرستان گرمی، بخش مرکزی، دهستان اجارود مرکزی، روستای آغداش واقع شده و این اثر در تاریخ ۳۰ بهمن ۱۳۸۶ با شمارهٔ ثبت ۲۱۰۶۵ به‌عنوان یکی از آثار ملی ایران به ثبت رسیده است.